# Dennis Gustavsson
Dennis Gustavsson, född 17 februari 1972, är en bandymålvakt från Motala, till yrket snickare.
Han började sin framgångsrika karriär mellan bandystolparna i IFK Motala, spelade sedan 3 säsonger i Hammarby IF innan han återvände hem till moderklubben. Säsongen 2005/06 var han ytterst nära att lägga bandyhandskarna på hyllan i hallen, men han bestämde sig för fortsätta när han fick spela för mästarnas mästarlag "La Squadra Amarilla", Vetlanda BK. Förutom drygt 450 allsvenska matcher har han representerat Sverige vid 13 tillfällen.
Några fakta om Dennis Gustavsson:
- Längd: 188 cm.
- Vikt: 95 kg.
- Landskamper: 13 A, 3 U, 16 J.
- Världsmästare: U23-VM 1992, JVM 1990.